# Małgorzata Rożniecka
Małgorzata Rożniecka (1978, Szczecin) é uma modelo e rainha de beleza da polônia que venceu o concurso de Miss Internacional 2001.
Ela foi a terceira de seu país a receber esta coroa, tendo sido precedida por Agnieszka Kotlarska (1991) e Agnieszka Pachałko (1993).
Ela também quebrou o ciclo de vitórias consecutivas de misses da América Latina, que haviam vencido nos quatro anos anteriores.

## Biografia
Estudou na West Pomeranian Business School onde se formou em Finanças. Nesta universidade ela também trabalhou como professora de inglês, além de, durante vários anos, ter uma carreira exitosa como modelo em seu país.
Pratica esqui aquático, natação e windsurf, além de gostar de viajar e aprender sobre culturas exóticas.
É casada e tem um filho.

## Participação em concursos de beleza
Em 2000, Małgorzata foi Miss Model of the World. Já no ano seguinte, ficou em segundo lugar no Miss Polônia 2001, o que lhe deu a chance de participar do Miss Internacional.
Em 04 de outubro de 2001, em Tóquio, no Japão, derrotou outras 51 concorrentes e levou a coroa de Miss Internacional 2001.
Após sua vitória, de volta a sua cidade, recebeu o título de Embaixadora de Szczecin.

## Vida após os concursos
Formou-se em Finanças, trabalhou como professora de inglês numa universidade e por muitos anos foi uma das modelos mais bem sucedidas de seu país.
Em 2010 teve seu primeiro filho. Na época, dirigia uma agência de modelos, a Miss Model Organisation, e selecionava participantes para o Miss Polônia e para o Miss Model da Polônia.
Em 2017 ajudou a organizar um concurso, o Miss Nature Intercontinental, em Szczecin, sua cidade-natal.

### Foto recente
Veja uma foto recente (2017) de Małgorzata aqui: http://szczecin.wyborcza.pl/szczecin/7,34939,22237734,bedzie-final-miss-nature-intercontinental-konkurs-debiutuje.html